# Kępiny (województwo zachodniopomorskie)
Kępiny (kaszb.Kãpinë, niem. Neumühlenkamp) – osada w Polsce położona w województwie zachodniopomorskim, w powiecie koszalińskim, w gminie Polanów. Wieś jest siedzibą sołectwa "Kępiny" w którego skład wchodzi również miejscowość Piaskowo.
W latach 1975–1998 miejscowość administracyjnie należała do województwa koszalińskiego.
Zobacz też: Kępiny Małe, Kępiny Wielkie